# Fabienne Suter

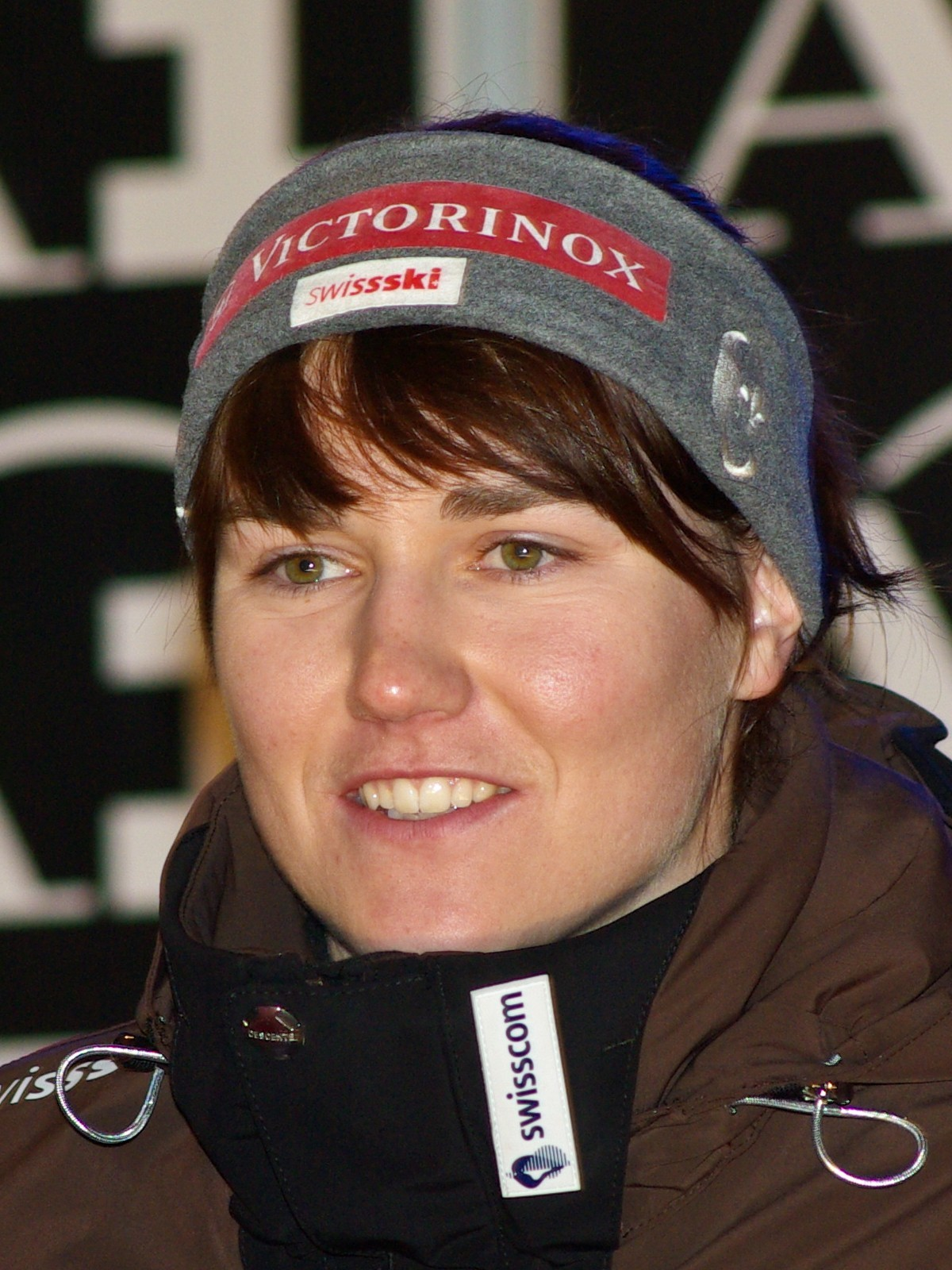
Fabienne Suter.

Fabienne Suter (Sattel, Suiza, 5 de enero de 1985) es una esquiadora que tiene 4 victorias en la Copa del Mundo de Esquí Alpino (con un total de 20 podiums).

## Resultados

### Juegos Olímpicos de Invierno
- 2010 en Vancouver, Canadá
  - Eslalon Gigante: 4.ª
  - Descenso: 5.ª
  - Combinada: 6.ª
  - Super Gigante: 13.ª
- 2014 en Sochi, Rusia
  - Descenso: 5.ª
  - Super Gigante: 7.ª
  - Eslalon Gigante: 26.ª

### Campeonatos Mundiales
- 2007 en Åre, Suecia
  - Super Gigante: 11.ª
  - Eslalon Gigante: 13.ª
- 2009 en Val d'Isère, Francia
  - Combinada: 8.ª
  - Super Gigante: 11.ª
  - Descenso: 17.ª
- 2011 en Garmisch-Partenkirchen, Alemania
  - Super Gigante: 8.ª
  - Descenso: 13.ª
- 2013 en Schladming, Austria
  - Super Gigante: 5.ª
- 2015 en Vail/Beaver Creek, Estados Unidos
  - Descenso: 9.ª
  - Super Gigante: 22.ª

### Copa del Mundo

#### Clasificación general Copa del Mundo
- 2002-2003: 110.ª
- 2006-2007: 95.ª
- 2007-2008: 21.ª
- 2008-2009: 7.ª
- 2009-2010: 7.ª
- 2010-2011: 18.ª
- 2011-2012: 18.ª
- 2012-2013: 28.ª
- 2013-2014: 30.ª
- 2014-2015: 25.ª

#### Clasificación por disciplinas (Top-10)
- 2007-2008:
  - Super Gigante: 3.ª
- 2008-2009:
  - Super Gigante: 3.ª
  - Combinada: 6.ª
  - Descenso: 8.ª
- 2009-2010:
  - Super Gigante: 4.ª
  - Combinada: 6.ª
  - Descenso: 7.ª
- 2011-2012:
  - Super Gigante: 5.ª
- 2012-2013:
  - Super Gigante: 7.ª
- 2014-2015:
  - Descenso: 9.ª
- 2015-2016:
  - Descenso: 2.ª

#### Victorias en la Copa del Mundo (4)

##### Descenso (1)
| Fecha                 | Lugar  |
| --------------------- | ------ |
| 27 de febrero de 2009 | Bansko |

##### Super Gigante (3)
| Fecha                 | Lugar              |
| --------------------- | ------------------ |
| 10 de febrero de 2008 | Sestriere          |
| 13 de marzo de 2008   | Bormio             |
| 8 de enero de 2012    | Bad Kleinkirchheim |